# Józef Brudziński
Józef Polikarp Brudziński (ur. 26 stycznia?/7 lutego 1874 w Bolewie, zm. 18 grudnia 1917 w Warszawie) – polski lekarz, pediatra i neurolog, działacz społeczny i polityczny, założyciel, profesor Wydziału Lekarskiego Uniwersytetu Warszawskiego i rektor tej uczelni. Opisał szereg objawów zapalenia opon mózgowo-rdzeniowych (objawy Brudzińskiego). Współzałożyciel Polskiego Towarzystwa Pediatrycznego i „Przeglądu Pediatrycznego”.

## Życiorys
Syn Feliksa Brudzińskiego i Cecylii Katarzyny z domu Myślińskiej. Pochodził z rodziny ziemiańskiej, pieczętującej się herbem Prawdzic. Dzieciństwo spędził w zakupionym przez rodzinę majątku w Olszance. Ukończył IV Gimnazjum w Warszawie, po czym studiował medycynę od 1891 do 1894 na Uniwersytecie w Dorpacie. Podczas studiów należał do Konwentu Polonia. W 1894 zdał rigorosum i przeniósł się na Uniwersytet Moskiewski, gdzie ukończył studia w 1897 roku. Powrócił wtedy do Warszawy i podjął pracę na oddziale Wiktora Grossterna. Specjalizował się w pediatrii w Krakowie u Macieja Jakubowskiego, w Grazu u Theodora Eschericha, i w Paryżu u Jacques-Josepha Granschera, Antoine’a Marfana i Victora Hutinela. Podczas swojej podróży po Europie zwiedził też szpitale w Wiedniu, Zurychu, Bazylei, Kolonii i Londynie.
Od 1900 do 1903 pracował w Domu Wychowawczym dla Sierot im. ks. Baudouina w Warszawie kierowanym przez Ludwika Andersa. W 1904 na zaproszenie Karola Jonschera organizował szpital im. Anny Marii w Łodzi, sfinansowany przez rodziny łódzkich przemysłowców, Herbstów i Geyerów (obecnie Szpital im. Janusza Korczaka w Łodzi). Następnie, od 1905 do 1910, był naczelnym lekarzem w tym szpitalu. Na X Zjeździe Lekarzy i Przyrodników we Lwowie w 1907 roku za wzorową organizację tej placówki otrzymał złoty medal. W 1910 organizował nowy szpital im. Karola i Marii w Warszawie, który powstał z daru Zofii Szlenkierówny. 8 listopada 1913, z dniem otwarcia, został jego naczelnym lekarzem.
W 1909 roku otrzymał bez egzaminów stopień doktora wszechnauk lekarskich na Uniwersytecie Jagiellońskim w Krakowie.
Od 1910 był członkiem Towarzystwa Naukowego Warszawskiego, w 1912 i 1914 roku zasiadał w jego zarządzie. Należał do komitetu Kasy im. Józefa Mianowskiego. Referował piśmiennictwo zagraniczne w „Nowinach Lekarskich”, a piśmiennictwo polskie – w „Monatschrift für Kinderheilkunde”. Działał w Łódzkim Towarzystwie Lekarskim. Był inicjatorem utworzenia Sekcji Pediatrycznej Łódzkiego Towarzystwa Lekarskiego (inauguracyjne posiedzenie 24 października 1908). W 1908 był jednym z założycieli „Przeglądu Pedyatrycznego”, pierwszego czasopisma pediatrycznego w Polsce i w krajach słowiańskich.
Po utworzeniu 11 sierpnia 1915 roku wydziału oświecenia przy komitecie obywatelskim m. Warszawy, został członkiem zarządu, referentem (20 września) w sekcji dla szkół wyższych, przewodniczącym komisji uniwersyteckiej i podkomisji wydziału lekarskiego. Sekcja szkół wyższych przedstawiła 13 października jego kandydaturę na rektora Uniwersytetu gubernatorowi Hansowi von Beslerowi. 2 listopada 1915 Brudziński został mianowany rektorem. W 1916 roku został ponownie wybrany na rektora na rok akademicki 1916/1917.

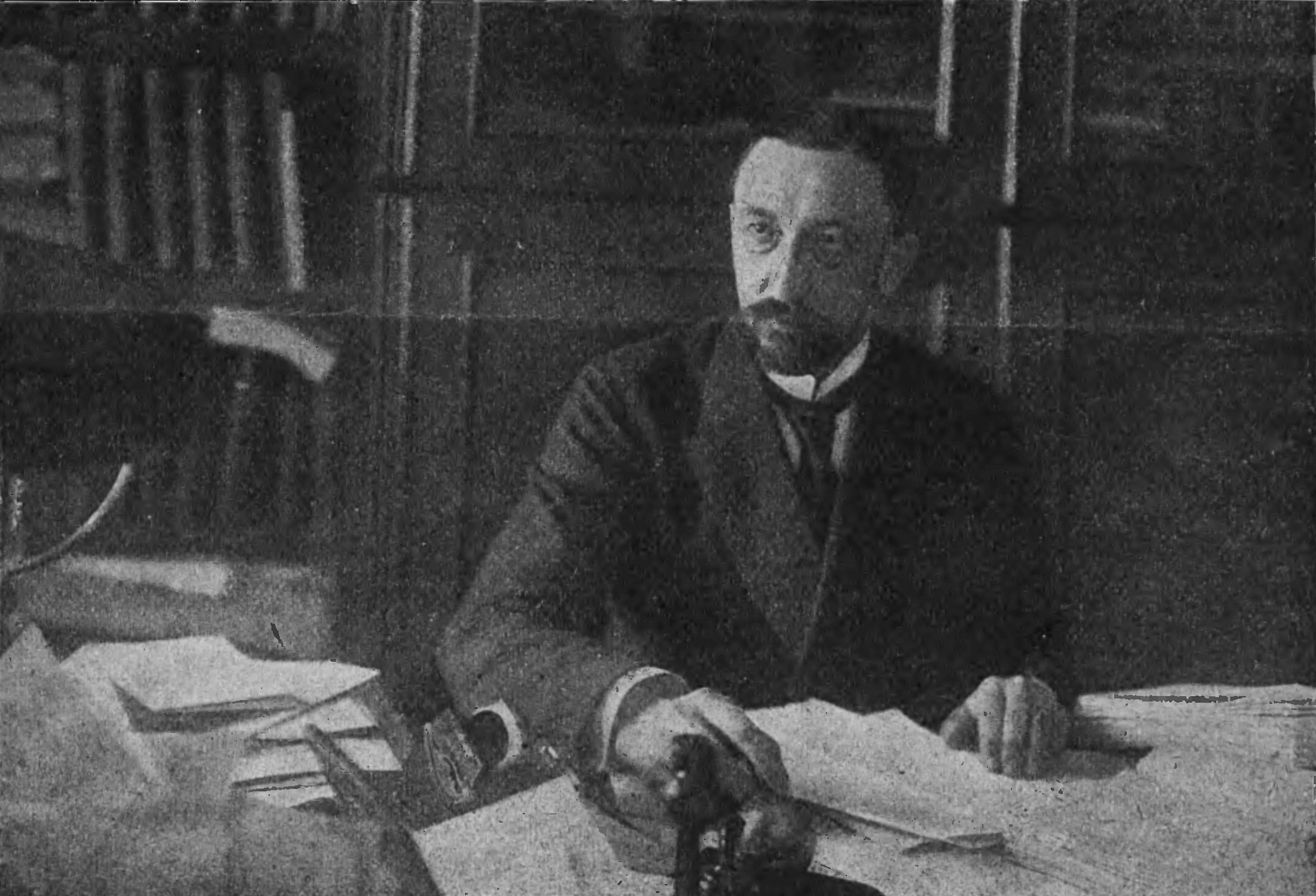
Józef Brudziński (ok. 1916)

Uczestniczył w 1916 w procesie tworzenia Tymczasowej Rady Stanu. Był pracownikiem Rady Departamentu Spraw Wewnętrznych Tymczasowej Rady Stanu. Wcześniej, ustąpił naleganiom władz niemieckich i zgodził się wziąć udział w delegacji, mającej przedstawić żądanie ogłoszenia niepodległości Polski w Berlinie i Wiedniu. Efektem tej delegacji był sygnowany 5 listopada dokument proklamujący regencyjne Królestwo Polskie. 6 listopada listownie skontaktował się z nim Józef Piłsudski. Brudziński uczestniczył w uroczystości ogłoszenia woli utworzenia Królestwa Polskiego 25 listopada na Zamku Królewskim.
Uczestniczył w patriotycznych uroczystościach; 5 sierpnia brał udział w obchodach pięćdziesięciolecia śmierci Romualda Traugutta, 25 listopada w uroczystościach z okazji śmierci Henryka Sienkiewicza.
Zmarł 18 grudnia 1917 na zapalenie nerek powikłane mocznicą. W dniu pochówku studenci przenieśli trumnę z UW do szpitala Karola i Marii (Leszno 136). Został pochowany w grobie rodzinnym na cmentarzu w Mikołajewie koło Skotnik. Na uroczystości pogrzebowej w imieniu studentów przemawiał Leszek Serafinowicz (późniejszy Jan Lechoń), głos zabrał również rektor Antoni Kostanecki. Na nagrobku zamieszczono napis:

Budował w dniach zamętu i zwątpienia

Sercem gorącym obejmował

Wczoraj, Dziś i Jutro Narodu.

Wspomnienia pośmiertne napisali Marceli Handelsman, Anders, Korybut-Daszkiewicz i Władysław Szejnach, artykuł redakcyjny ukazał się w Przeglądzie Lekarskim. W 10. rocznicę śmierci odbyła się akademia na Uniwersytecie Warszawskim na jego cześć. Koledzy z Uniwersytetu Moskiewskiego ufundowali pamiątkowy kamień w Ogrodzie Botanicznym w Warszawie.
Jego imię nosi Szpital Miejski w Gdyni przy ulicy Wójta Radtkego, Dziecięcy Szpital Kliniczny w Warszawie działający jako zakład Uniwersyteckiego Centrum Klinicznego WUM, Wojewódzki Szpital Dziecięcy w Bydgoszczy i jedna z sal Pałacu Kazimierzowskiego. W sali tej znajduje się portret Brudzińskiego autorstwa Bergera, podarowany Senatowi UW przez studentów z Bratniej Pomocy. Polskie Towarzystwo Pediatryczne obrało Brudzińskiego za swego patrona i przyznaje zasłużonym dla polskiej pediatrii pamiątkowy medal jego imienia. W 1970 roku Poczta Polska wypuściła okolicznościową pocztówkę.
W 2017 roku ukazała się monografia autorstwa Tadeusza Rutkowskiego poświęcona Józefowi Brudzińskiemu.

## Dorobek naukowy
Brudziński był autorem 55 prac naukowych. Dotyczyły one głównie zagadnień neurologii i pediatrii. W 1908 roku opublikował pierwszą pracę dotyczącą symptomatologii zapalenia opon mózgowo-rdzeniowych, w której opisał nowy objaw, nazwany przez niego „odruchem drugostronnym”. W pracy tej, sporządzonej w czasie pracy w szpitalu Anny Marii w Łodzi i poświęconej prof. Jakubowskiemu, Brudziński zawarł opis objawu zaobserwowanego u dziecka z porażeniem połowiczym. Objaw polegał na wyprostowaniu kończyny chorej po biernym przygięciu kończyny zdrowej i odwrotnie, przygięciu kończyny zdrowej po biernym przygięciu kończyny chorej. Później okazało się, że objaw jest również dodatni w przypadkach zapalenia opon mózgowo-rdzeniowych. W kolejnej pracy opublikowanej w 1909 roku Brudziński opisał objaw spotykany u chorych z zapaleniem opon, polegający na zgięciu kończyn dolnych w stawach biodrowych i kolanowych oraz przywiedzeniu kończyn górnych do tułowia po biernym zgięciu głowy do klatki piersiowej. Objaw znany jest powszechnie jako objaw Brudzińskiego lub objaw karkowy (Brudzińskiego), także w piśmiennictwie anglojęzycznym (Brudzinski sign). W 1910 roku chcąc poznać patogenezę opisanych objawów prowadził doświadczenia w Zakładzie Fizjologii Uniwersytetu Jagiellońskiego u Napoleona Cybulskiego, podsumowane w artykule opublikowanym w tym samym roku w Gazecie Lekarskiej. Brudziński po przeprowadzeniu szeregu eksperymentów na żabach, ptakach, psach i królikach doszedł do wniosku, że mechanizm objawów opiera się na podrażnieniu korzonków tylnych nerwów rdzeniowych i na zmianach w ciśnieniu wewnątrzczaszkowym. Do tematyki zapalenia opon powrócił w 1916 roku, publikując dwie prace, zawierające opisy kolejnych objawów – określanych dziś jako objaw policzkowy (Brudzińskiego) i objaw łonowy (Brudzińskiego).
W pierwszych latach swojej pracy naukowej wiele prac poświęcił zagadnieniu biegunek u dzieci. Stwierdził obecność pałeczek Proteus („Bacillus proteus”) w stolcach niemowląt i zaproponował leczenie biegunek przez podawanie doustne antagonistycznych szczepów Lactobacillus („Bacillus lactis aerogenes”), później wykorzystaną m.in. przez Miecznikowa.

## Lista prac
- Ueber den Emulsionszustand des Fettes in der Gärtnerschen Fettmilch. „Therapeutische Monatshefte”. 13, s. 478–486, 1899.
- Przyczynek do kwestyi o zatruciu rezorcynowem w wieku niemowlecym. „Gazeta Lekarska”. 19, s. 1034–1038, 1899.
- Ein weiterer Beitrag zur Frage der Resorcin-Intoxication im Säuglingalter. „Wiener klinische Rundschau”. 13 (22), s. 353–355, 1899.
- Epidemia różyczki (Rubeola, Kur). „Gazeta Lekarska”. 19, s. 849; 881, 1899.
- Ueber das Auftreten von Proteus vulgaris in Säuglingsstuhlen nebst einem Versuch der Therapie mittelst Darreichung von Bakterienculturen. „Jahrbuch für Kinderheilkunde”. 62, s. 469–484, 1900.
- Dermatitis posterosiva papulosa (pseudopapulosa); syphilide lenticulaire Parrot’a u niemowląt. „Gazeta Lekarska”. 20, s. 1209–1212, 1900.
- Przyczynek do rozpoznawania przerostu gruczołów chłonnych okołooskrzelowych u dzieci; o objawie Smith’a. „Gazeta Lekarska”. 20, s. 564–570, 1900.
- O stosunku wzajemnym zołzów i gruźlicy u dzieci. „Medycyna”. 29, s. 993–996, 1012–1016, 1901.
- O działaniu bizmutozy w chorobach przewodu pokarmowego niemowląt. „Gazeta Lekarska”. 21, 1901.brak numeru strony
- O roli drobnoustrojów w chorobach przewodu pokarmowego niemowląt. „Gazeta Lekarska”. 21, s. 107–116, 138–143, 1901.
- O odczynie Umikowa w mleku kobiecem i jego znaczeniu dla określania wieku pokarmu. „Zdrowie”. 18, s. 295–302, 1902.
- Przyczynek do badań nad enteritis streptococcica u niemowląt. „Gazeta Lekarska”. 22, s. 842–852, 1902.
- Die Microskopische Untersuchung der Sauglings-Stühle. „Monatsschrift für Kinderheilkunde”. 1, s. 475, 1902.
- Przyczynek do etiologii dysenteryi. „Przegląd Lekarski”. s. 594.
- Badanie mikroskopowe stolców niemowląt. „Gazeta Lekarska”. 37 (19), s. 482–491, 1902.
- Najnowsze teorye krzywicy i najnowsze próby jej leczenia. „Gazeta Lekarska”. 37 (45/46/47), s. 1123; 1159; 1189; 1211, 1902.
- Przyczynek do rozpoznawania zapaleń wysiekowych opłucny u dzieci; objaw trojaka, signe du sou, Pitres’a. „Medycyna”. 30, s. 182; 210, 1902.
- Ueber multiple Exostosen bei Kindern. Zentralblatt f Chir s. 978 (1902)
- Z psychologii dziecka. Dwa odczyty wygłoszone w sali Muzeum Przemysłu w Warszawie na rzecz Towarzystwa Dobroczynności dnia 10 i 13 listopada r. 1902. Warszawa: Skł. gł. Gebethner i Wolff. Druk. M. Arct, 1903, s. 44 ss.
- Contribution à l’étude de l’entérite à streptococques d’Escherich chez les nourrissons. „Archives polon biol. méd.”. 2, s. 217–231, 1903.
- Przyczynek do leczenia szkarlatyny surowicą przeciwpłoniczą. „Gazeta Lekarska”. 24, s. 599–602, 635–645, 1904.
- Przyczynek do leczenia płonicy surowicą swoistą. „Czasopismo lekarskie”. 6, s. 71–72, 1904.
- Słów kilka o nerce wędrującej u dzieci z powodu przypadku wrzekomej nerki wędrujacej u chłopca. Gazeta Lekarska 24, s. 43–49 (1904)
- Przepisy dla matek chorych dzieci na wzór przepisów dr Neumana. Łódź: 1905. Brak numerów stron w książce
- O nowych postaciach wysypek ostrych u dzieci: choroba czwarta Dukesa i megalerythema epidemicum s. erythema infectiosum. „Czasopismo lekarskie”. 7, s. 1–3, 1905.
- Zapalenie opłucnej u dzieci i objaw trojaka. „Czasopismo Lekarskie”. 7, s. 323–328, 1905.
- Szpital Anny-Maryi dla dzieci w Łodzi. „Czasopismo Lekarskie”. 8, 1906.brak numeru strony
- Brudziński J, Trenkner H. Przyczynek do leczenia płonicy surowicą przeciwpłoniczą. Czasopismo Lekarskie 8, s. 262; 300 (1906)
- Pierwsze sprawozdanie roczne z działalności Szpitala Anny-Maryi dla dzieci w Łodzi. „Czasopismo Lekarskie”. 9 (4), 1907.brak numeru strony
- Pleurésie séro-fibrineuse chez les enfants et «signe du sou». „Archives de Médecine des Enfants”. 10, s. 513–518, 1907.
- Hopital des Enfants malades Anne-Marie, A Lodz (Pologne). Archives de Médecine des Enfants 10, s. 722–737 (1907)
- Drugie sprawozdanie roczne z działalności Szpitala Anny-Maryi dla dzieci w Łodzi (rok 1907). „Czasopismo Lekarskie”. 10 (5), s. 189–211, 1908.
- Przyczynek kliniczny do zboczeń rozwoju fizycznego dzieci na tle zaburzeń czynności gruczołu tarczowego (Myxoedema inf. Mongolismus, Mikromelia). „Czasopismo Lekarskie”. 9 (6/7/8), 1908.brak numeru strony
- Contribution à l’étude du myxoedeme infantile, du mongolisme et de la micromélie (achondroplasie). Archives de Médecine des Enfants 11 (8), s. 513–546 (1908)
- O zakażeniu mieszanem odrą i płonicą u dzieci. Przegl. pedyat. 1, s. 63–100 (1908/1909)
- O objawie Grocco-Rauchfuss-Hamburgera w zapaleniu wysiękowem opłucnej u dzieci. „Lwowski Tygodnik Lekarski”. 3 (8), s. 96–99, 1908.
- O odruchu drugostronnym na kończynach dolnych u dzieci. „Przegląd Lekarski”. 43, s. 112–118, 1908.
- Über die kontralateralen Reflexe an den unteren Extremitäten bei Kindern. „Wiener klinische Wochenschrift”, s. 255–261, 1908.
- O nowych objawach w zapaleniu opon mózgowo-rdzeniowych u dzieci. „Przegląd Pediatryczny”. 1, s. 360–380, 1909.
- Un signe nouveau sur les membres inférieurs dans les méningites chez les enfants (signe de la nuque). „Archives de Médecine des Enfants”. 12, s. 745–752, 1909.
- Contribution à l’étude du myxoedeme infantile, du mongolisme et de la micromelie (achondroplasie). Revue Neurologique s. 46 (1909)
- Sur le signe du triangle de Grocco-Rauchfuss-Hamburger dans la pleurésie séro-fibrineuse chez les enfants. Arch. de méd. d. enf. 12, s. 188–194 (1909)
- Badania doświadczalne nad odruchem drugostronnym i odruchem obustronnym (objaw karkowy). „Gazeta Lekarska”. 45 (49), s. 1228–1235, 1910.
- Experimentelle Untersuchungen über den kontralateralen Reflex und über das Nackenphänomen an den unteren Extremitäten. Wien. klin. Wchnschr. 24, s. 1795–1798 (1911)
- Organizacya pracy lekarskiej w szpitalu im. Karola i Maryi dla dzieci w Warszawie. Kraków: Nakł. autor. Druk. Uniwersytetu Jagiellońskiego, 1913. Brak numerów stron w książce
- Dr Antoni Sikorski (Wspomnienie pośmiertne). „Gazeta Lekarska”. 48 (28), s. 729–733, 1913.
- Stanisław Kamieński (In memoriam). Gazeta Lekarska 33, s. 1101–1105 (1913)
- O prosówce potnej u dzieci. Przegląd Pediatryczny 6, s. 193–206 (1914)
- W sprawie organizacyi ogólnej Uniwersytetu, a Wydziału Lekarskiego w szczególności. Warszawa: 1915, s. 79 s.
- Die Vorlesungen über medizinische Propädeutik in der Warschauer Universität in früherer Zeit und ihre Aufgaben in der Gegenwart. Berlin: A. Hirschwald, 1916, s. 12 ss.
- Die Universität zu Warschau. Berlin: A. Hirschwald, 1916, s. 6 ss.
- Organisation der medizinischen Fakultät der polnischen Universität in Warschau. Deutsche med. Wchnschr. 42, s. 292–294 (1916)
- Przemówienie Józefa Brudzińskiego rektora Uniwersytetu na akademji żałobnej ku czci Henryka Sienkiewicza w dniu 25 listopada 1916 r. Warszawa: 1916. Brak numerów stron w książce
- Mowa rektora doktora medycyny Józefa Brudzińskiego. Warszawa: Wieś i Dwór, 1916. Brak numerów stron w książce
- O nowej postaci objawu karkowego w zapaleniu opon mózgowo-rdzeniowych u dzieci, szczególnie gruźliczych: a) o objawie policzkowym b) o objawie spojenia łonowego. „Gazeta Lekarska”, 1916.brak numeru strony
- Über neue Symptome von Gehirnhautentzündung und -reizung bei Kindern, insbesondere bei tuberkulösen. „Berliner klinische Wochenschrift”. 53, s. 686–690, 1916.
- Dr Ludwik Anders. Z powodu 40-lecia pracy lekarskiej. „Przegląd Pediatryczny”. 7, s. 1–6, 1917.